# Powiat sulęciński
Powiat sulęciński – powiat w Polsce (województwo lubuskie), utworzony w 1999 roku w ramach reformy administracyjnej. Jego siedzibą jest miasto Sulęcin. Powiat położony jest w następujących regionach fizycznogeograficznych: Kotlina Gorzowska, Pojezierze Łagowskie i Równina Torzymska. W gminie Słońsk znajdują się Park Narodowy „Ujście Warty” i Park Krajobrazowy Ujście Warty.
W skład powiatu wchodzą:
- gminy miejsko-wiejskie: Lubniewice, Sulęcin, Torzym
- gminy wiejskie: Krzeszyce, Słońsk
- miasta: Lubniewice, Sulęcin, Torzym

Według danych z 1 stycznia 2011 r. powierzchnia powiatu wynosiła 1177,80 km².

## Demografia
Według danych z 30 czerwca 2022r. powiat miał 33 876 mieszkańców. Powiat sulęciński jest powiatem o najmniejszej liczbie mieszkańców w woj. lubuskim.
Liczba ludności (dane z 30 czerwca 2022):
|        | Ogółem | Ogółem | Kobiety | Kobiety | Mężczyźni | Mężczyźni |
| osób   | %      | osób   | %       | osób    | %         |           |
| ------ | ------ | ------ | ------- | ------- | --------- | --------- |
| Ogółem | 33 876 | 100    | 16 948  | 50,03   | 16 928    | 49,97     |
| Miasto | 14 278 | 42,15  | 7330    | 21,64   | 6948      | 20,51     |
| Wieś   | 19 598 | 57,85  | 9618    | 28,39   | 9980      | 29,46     |

▶Wieś vs ▶miasto
Ogółem (▶k, ▶m)
Miasto (▶k, ▶m)
Wieś (▶k, ▶m)

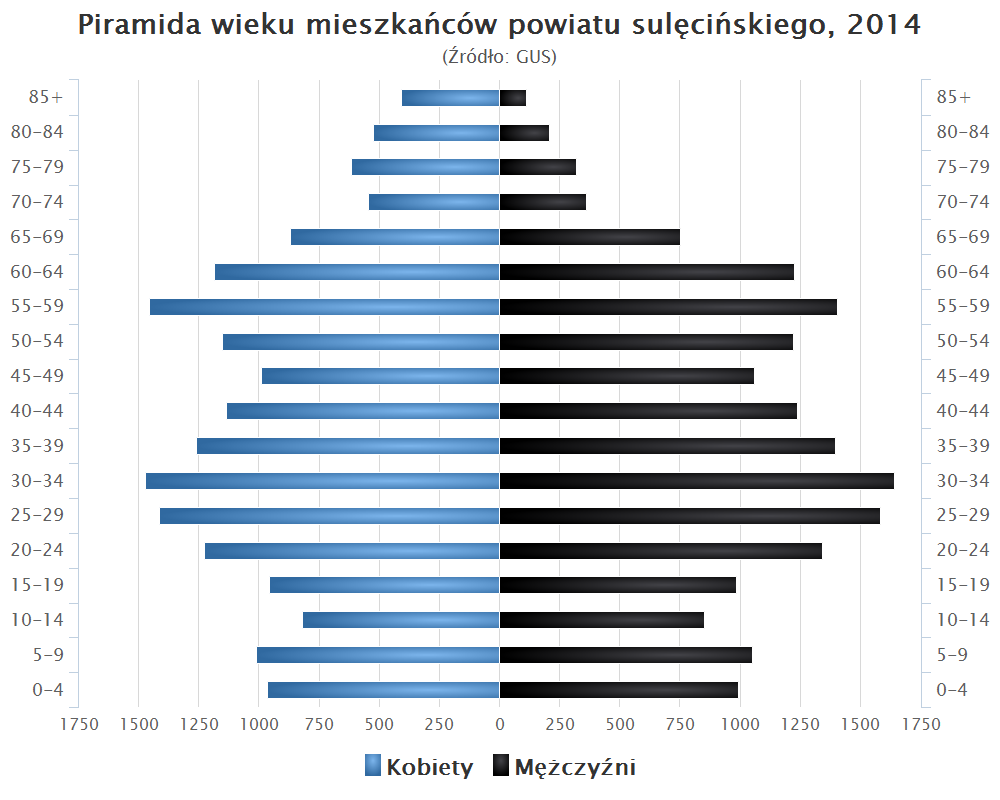
Piramida wieku mieszkańców powiatu sulęcińskiego w 2014 roku

Według danych z 31 grudnia 2019 roku powiat zamieszkiwały 35 193 osoby. Natomiast według danych z 30 czerwca 2020 roku powiat zamieszkiwało 35 110 osób.

## Komunikacja
- Linie kolejowe Berlin – Poznań Gł.
- Drogi droga krajowa nr 2 i 22

## Starostowie sulęcińscy
Na podstawie źródła:
- Bożena Sławiak (6 listopada 1998 – 19 listopada 2002)
- Adam Basiński (19 listopada 2002 – 11 grudnia 2006)
- Stanisław Kubiak (11 grudnia 2006 – 20 września 2011)
- Dariusz Ejchart (20 września 2011 – 1 grudnia 2014)
- Patryk Lewicki (1 grudnia 2014 – 23 lutego 2016)
- Adam Basiński (23 lutego 2016 – 23 listopada 2018)
- Tomasz Jaskuła (23 listopada 2018 – 6 maja 2024)
- Tomasz Prozorowicz (6 maja 2024 – nadal)

## Sąsiednie powiaty
- powiat gorzowski
- powiat międzyrzecki
- powiat świebodziński
- powiat krośnieński
- powiat słubicki